# La Fille du Danube

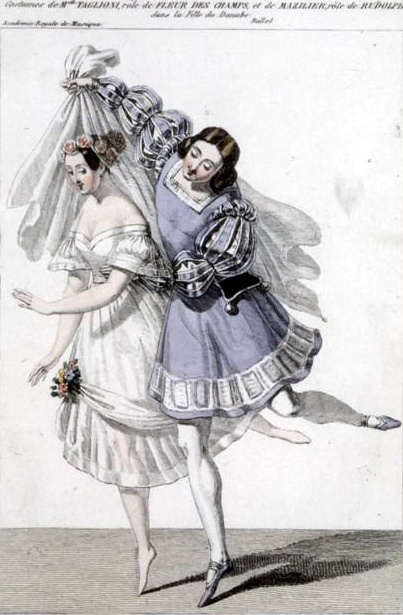
Marie Taglioni et Joseph Mazilier dans La Fille du Danube.

La Fille du Danube est un ballet-pantomime en 2 actes et 4 tableaux de Filippo Taglioni, sur une musique d'Adolphe Adam et des décors de Cicéri, représenté pour la première fois le 21 septembre 1836 à l'Opéra de Paris.
Les rôles principaux sont dansés par Marie Taglioni et Joseph Mazilier.

## En Russie
À l'époque, la bonne société russe était francophile et il était de bon ton de parler français. L'introduction de ballets français s'explique aussi par cette mode. Le père et la fille Taglioni sont invités à danser à Saint-Pétersbourg sur la scène du théâtre Bolchoï Kamenny et le maître de ballet monte son spectacle sous la direction artistique d'André Roller. La première a lieu le 20 décembre 1837 avec dans le rôle principal Marie Taglioni. Elle est remplacée dans certaines représentations par Tatiana Smirnova. Celle-ci l'interprète ensuite à Moscou au théâtre Bolchoï avec le maître de ballet Théodore Guérinaud, qui met en lumière la prima ballerina Ekaterina Sankovskaïa (dans Fleur des champs), la première ayant lieu le 18 décembre 1838. Ce ballet remporte un franc succès en Russie dans les deux capitales. En 1839, le compositeur Adolphe Adam est invité en Russie. Il part de Paris à la fin septembre et arrive à Saint-Pétersbourg le 13 octobre. L'empereur Nicolas Ier fait jouer La Fille du Danube en son honneur avec la Taglioni dans le rôle principal et le compositeur est officiellement présenté au souverain qui lui demande de composer une marche pour sa garde.
En 1880, c'est au tour de Marius Petipa d'en donner une nouvelle version au théâtre Mariinski sur une musique de Cesare Pugni avec dans les rôles principaux Ekaterina Vazem et Pavel Gerdt. La première est une représentation à bénéfice pour Ekaterina Vazem.

## Autres versions
- 1978 : Pierre Lacotte, au Teatro Colón, avec Ghislaine Thesmar et Michaël Denard.

- 2006 : Pierre Lacotte, Tokyo Ballet, version de Philippe Taglioni (1836), musique d'Adam. Les représentations ont eu lieu les 16, 17 et 18 novembre 2006[3].